# ハライチ岩井勇気のアニニャン!
『ハライチ岩井勇気のアニニャン!』（ハライチいわいゆうきのアニニャン）は、TBSラジオで2018年4月3日から2020年3月24日にまで放送されていたラジオ番組。

## 番組内容
お笑い界きってのアニメ、アニソン好きである岩井が、毎回、様々なゲストと共にアニメ作品などの楽しみ方をひも解いていく番組。
TBSラジオクラウドでは岩井と番組の放送作家であるゆーやん によるアフタートークが不定期で配信される。
2018年8月18日には「TBSアニメフェスタ」内で番組初の公開収録、翌週の25日にはヒューリックホール東京にて初の単独イベント『ハライチ岩井勇気のアニニャン！化け猫編』を開催。公開収録を実施した。以降、様々なアニメイベントとコラボしての公開収録を実施している。

## 出演者
- 岩井勇気（ハライチ）

## コーナー
初ニャン！
ゲストが初めてされるであろう質問を募集し、ゲストにその答えを聞いていくコーナー。
ニャンフレーズ
番組が設定したテーマ、シチュエーションに合うセリフを募集するコーナー。

## 終了したコーナー
妄想キャラゼリフ！
番組が設定したキャラクターに合うセリフを募集するコーナー。

## ゲスト
| 2  | 4月10日  | 松岡禎丞                              | 『ソードアート・オンライン』キリト役、『冴えない彼女の育てかた』安芸倫也役など。 |
| 3  | 4月17日  | 松岡禎丞                              | 『ソードアート・オンライン』キリト役、『冴えない彼女の育てかた』安芸倫也役など。 |
| 4  | 4月24日  | 福山潤                                | 『コードギアス 反逆のルルーシュ』ルルーシュ役、『おそ松さん』一松役など。 |
| 5  | 5月1日   | 福山潤                                | 『コードギアス 反逆のルルーシュ』ルルーシュ役、『おそ松さん』一松役など。 |
| 6  | 5月8日   | 花江夏樹                              | 『四月は君の嘘』有馬公生役など、また『おはスタ』（テレビ東京）ではMCを務め、岩井とも共演している。                                                                                   |
| 7  | 5月15日  | 花江夏樹                              | 『四月は君の嘘』有馬公生役など、また『おはスタ』（テレビ東京）ではMCを務め、岩井とも共演している。                                                                                   |
| 8  | 5月22日  | 森久保祥太郎                          | 『弱虫ペダル』巻島裕介役、『うたの☆プリンスさまっ♪』寿嶺二役など。また、岩井がコミックマーケット92にて頒布したCD『空想アニメ「私立天淵高校準星会」』に星咲遥斗役として出演している。 |
| 9  | 5月29日  | 森久保祥太郎                          | 『弱虫ペダル』巻島裕介役、『うたの☆プリンスさまっ♪』寿嶺二役など。また、岩井がコミックマーケット92にて頒布したCD『空想アニメ「私立天淵高校準星会」』に星咲遥斗役として出演している。 |
| 10 | 6月5日   | 下野紘                                | 『ACCA13区監察課』ジーン・オータス役、『進撃の巨人』コニー・スプリンガー役など。 |
| 11 | 6月12日  | 下野紘                                | 『ACCA13区監察課』ジーン・オータス役、『進撃の巨人』コニー・スプリンガー役など。 |
| 12 | 6月26日  | 寺島拓篤                              | 『うたの☆プリンスさまっ♪』一十木音也役、『アイドルマスター SideM』天ヶ瀬冬馬役など。                                                                                                 |
| 13 | 7月3日   | 寺島拓篤                              | 『うたの☆プリンスさまっ♪』一十木音也役、『アイドルマスター SideM』天ヶ瀬冬馬役など。                                                                                                 |
| 14 | 7月10日  | 森山洋                                | テレビアニメ『メガロボクス』監督。 |
| 15 | 7月17日  | 小山百代 三森すずこ                   | それぞれ2018年7月よりTBSテレビで放送されるアニメ『少女☆歌劇 レヴュースタァライト』に出演。                                                                                           |
| 16 | 7月24日  | 小山百代 三森すずこ                   | それぞれ2018年7月よりTBSテレビで放送されるアニメ『少女☆歌劇 レヴュースタァライト』に出演。                                                                                           |
| 17 | 7月31日  | 梶裕貴                                | 『進撃の巨人』エレン・イェーガー役など。 また、岩井がコミックマーケット94にて頒布するCD『岩井勇気のコントCD2』に下野紘と共に出演。                                                   |
| 18 | 8月7日   | 梶裕貴                                | 『進撃の巨人』エレン・イェーガー役など。 また、岩井がコミックマーケット94にて頒布するCD『岩井勇気のコントCD2』に下野紘と共に出演。                                                   |
| 19 | 8月14日  | 能登麻美子                            | 『CLANNAD-クラナド-』一ノ瀬ことみ役、『ケロロ軍曹』アンゴル＝モア役など。 |
| 20 | 8月21日  | 能登麻美子                            | 『CLANNAD-クラナド-』一ノ瀬ことみ役、『ケロロ軍曹』アンゴル＝モア役など。 |
| 21 | 8月28日  | 森田成一 江口拓也 代永翼              | 2018年8月18日に開催された『TBSアニメフェスタ』内で行われた公開録音の模様を放送。 |
| 22 | 9月3日   | 下野紘 寺島拓篤                       | 2018年8月25日に開催された単独イベント『ハライチ岩井勇気のアニニャン！化け猫編』内で行われた公開録音の模様を放送。                                                                    |
| 23 | 9月10日  | 下野紘 寺島拓篤                       | 2018年8月25日に開催された単独イベント『ハライチ岩井勇気のアニニャン！化け猫編』内で行われた公開録音の模様を放送。                                                                    |
| 24 | 9月18日  | 山本裕介                              | テレビアニメ『ケロロ軍曹』『ヤマノススメ』監督。 |
| 25 | 9月25日  | 内田雄馬                              | 『弱虫ペダル』新開悠人役、『BANANA FISH』アッシュ・リンクス役など。 |
| 26 | 10月2日  | 内田雄馬                              | 『弱虫ペダル』新開悠人役、『BANANA FISH』アッシュ・リンクス役など。 |
| 27 | 10月9日  | 鈴村健一                              | 『銀魂』沖田総悟役、『おそ松さん』イヤミ役など。 |
| 28 | 10月16日 | 鈴村健一                              | 『銀魂』沖田総悟役、『おそ松さん』イヤミ役など。 |
| 29 | 10月23日 | 小野賢章 山下大輝                     | 2018年10月14日に開催された『第6回アニ玉祭～アニメ・マンガまつりin埼玉～』内で行われた公開収録の模様を放送。                                                                          |
| 30 | 10月30日 | 小野賢章 山下大輝                     | 2018年10月14日に開催された『第6回アニ玉祭～アニメ・マンガまつりin埼玉～』内で行われた公開収録の模様を放送。                                                                          |
| 31 | 11月6日  | 白井悠介                              | 『アイドリッシュセブン』二階堂大和役、『ヒプノシスマイク』飴村乱数役など。 また、岩井が手がけた『ハライチ岩井勇気のBLコントCD』に出演。                                              |
| 32 | 11月13日 | 白井悠介                              | 『アイドリッシュセブン』二階堂大和役、『ヒプノシスマイク』飴村乱数役など。 また、岩井が手がけた『ハライチ岩井勇気のBLコントCD』に出演。                                              |
| 33 | 11月20日 | 福山潤 宇垣美里                       | 2018年11月4日に東京・赤坂サカスにて行われたイベント『ラジフェス2018～いくつハシゴできるかな？』内で行われた公開収録の模様を放送。                                                    |
| 34 | 11月27日 | 安元洋貴 石井孝英 大塚剛央 熊谷健太郎 | 2018年11月10日に池袋サンシャインシティにて開催されたイベント『AGF2018』内にて行われた公開収録『ハライチ岩井勇気のアニニャン！化け猫編』の模様を放送。                                |
| 35 | 12月4日  | 安元洋貴 石井孝英 大塚剛央 熊谷健太郎 | 2018年11月10日に池袋サンシャインシティにて開催されたイベント『AGF2018』内にて行われた公開収録『ハライチ岩井勇気のアニニャン！化け猫編』の模様を放送。                                |
| 36 | 12月11日 | 梅原裕一郎                            | 『あんさんぶるスターズ!』蓮巳敬人役、『美男高校地球防衛部LOVE!LOVE!LOVE!』由布院煙役など。                                                                                           |
| 37 | 12月18日 | 梅原裕一郎                            | 『あんさんぶるスターズ!』蓮巳敬人役、『美男高校地球防衛部LOVE!LOVE!LOVE!』由布院煙役など。                                                                                           |
| 38 | 12月25日 | 木島隆一 伊東健人                     | それぞれ『ヒプノシスマイク』伊弉冉一二三役（木島）、観音坂独歩役（伊藤）。 |

| 39 | 1月1日   | 木島隆一 伊東健人                        | |
| 40 | 1月8日   | オーイシマサヨシ                         | 番組初のミュージシャンゲスト。 本名である「大石昌良」でSound Scheduleのボーカル・ギターとしても活動している。                                                                         |
| 41 | 1月15日  | 小野友樹                                 | 『遊☆戯☆王5D's』鬼柳京介役、『黒子のバスケ』火神大我役など。 |
| 42 | 1月22日  | 小野友樹                                 | 『遊☆戯☆王5D's』鬼柳京介役、『黒子のバスケ』火神大我役など。 |
| 43 | 1月29日  | 谷山紀章                                 | 『うたの☆プリンスさまっ♪』四ノ宮那月役、『黒子のバスケ』氷室辰也役など。 また音楽ユニット『GRANRODEO』のボーカルとして歌手活動も行っている。                                          |
| 44 | 2月5日   | 谷山紀章                                 | 『うたの☆プリンスさまっ♪』四ノ宮那月役、『黒子のバスケ』氷室辰也役など。 また音楽ユニット『GRANRODEO』のボーカルとして歌手活動も行っている。                                          |
| 45 | 2月12日  | 細谷佳正                                 | 『遊☆戯☆王ZEXAL』IV役、『機動戦士ガンダム 鉄血のオルフェンズ』オルガ・イツカ役など。                                                                                                  |
| 46 | 2月19日  | 細谷佳正                                 | 『遊☆戯☆王ZEXAL』IV役、『機動戦士ガンダム 鉄血のオルフェンズ』オルガ・イツカ役など。                                                                                                  |
| 47 | 2月26日  | 平川大輔                                 | 『School Days』伊藤誠役、『ジョジョの奇妙な冒険』花京院典明役など。 |
| 48 | 3月5日   | 平川大輔                                 | 『School Days』伊藤誠役、『ジョジョの奇妙な冒険』花京院典明役など。 |
| 49 | 3月12日  | 流石景                                   | 漫画『ドメスティックな彼女』作者。番組初の漫画家ゲスト。 |
| 50 | 3月19日  | 流石景                                   | 漫画『ドメスティックな彼女』作者。番組初の漫画家ゲスト。 |
| 51 | 3月26日  | 櫻井孝宏                                 | 『コードギアス 反逆のルルーシュ』枢木スザク役、『遊☆戯☆王VRAINS』Ai役など。 |
| 52 | 4月2日   | 櫻井孝宏                                 | 『コードギアス 反逆のルルーシュ』枢木スザク役、『遊☆戯☆王VRAINS』Ai役など。 |
| 53 | 4月9日   | 江口拓也 代永翼                          | 2019年4月1日に行われた『BAKUMATSU』×『アニニャン！』スペシャルコラボイベント内で行われた公開録音の模様を放送。                                                                        |
| 54 | 4月16日  | 江口拓也 代永翼                          | 2019年4月1日に行われた『BAKUMATSU』×『アニニャン！』スペシャルコラボイベント内で行われた公開録音の模様を放送。                                                                        |
| 55 | 4月23日  | 畠中祐                                   | 『遊☆戯☆王ZEXAL』九十九遊馬役、『僕のヒーローアカデミア』上鳴電気役など。 |
| 56 | 4月30日  | 畠中祐                                   | 『遊☆戯☆王ZEXAL』九十九遊馬役、『僕のヒーローアカデミア』上鳴電気役など。 |
| 57 | 5月7日   | 津田健次郎                               | 『遊☆戯☆王デュエルモンスターズ』海馬瀬人役、『ゴールデンカムイ』尾形百之助役など。 |
| 58 | 5月14日  | 津田健次郎                               | 『遊☆戯☆王デュエルモンスターズ』海馬瀬人役、『ゴールデンカムイ』尾形百之助役など。 |
| 59 | 5月21日  | 鳥海浩輔                                 | 『ジョジョの奇妙な冒険 黄金の風』グイード・ミスタ役、『あんさんぶるスターズ!』三毛縞斑役など。                                                                                        |
| 60 | 5月28日  | 鳥海浩輔                                 | 『ジョジョの奇妙な冒険 黄金の風』グイード・ミスタ役、『あんさんぶるスターズ!』三毛縞斑役など。                                                                                        |
| 61 | 6月4日   | 小野大輔                                 | 『ジョジョの奇妙な冒険』空条承太郎役、『涼宮ハルヒの憂鬱』古泉一樹役など。 |
| 62 | 6月11日  | 小野大輔                                 | 『ジョジョの奇妙な冒険』空条承太郎役、『涼宮ハルヒの憂鬱』古泉一樹役など。 |
| 63 | 6月18日  | 寺島惇太                                 | 『KING OF PRISM by PrettyRhythm』一条シン役、『アイドルマスター SideM』大河タケル役など。                                                                                             |
| 64 | 6月25日  | 寺島惇太                                 | 『KING OF PRISM by PrettyRhythm』一条シン役、『アイドルマスター SideM』大河タケル役など。                                                                                             |
| 65 | 7月2日   | 安元洋貴                                 | 『鬼灯の冷徹』鬼灯役、『BLEACH』茶渡泰虎役など。 |
| 66 | 7月9日   | 安元洋貴                                 | 『鬼灯の冷徹』鬼灯役、『BLEACH』茶渡泰虎役など。 |
| 67 | 7月16日  | 緑川光                                   | 『新機動戦記ガンダムW』ヒイロ・ユイ役、『SLAM DUNK』流川楓役など。 |
| 68 | 7月23日  | 緑川光                                   | 『新機動戦記ガンダムW』ヒイロ・ユイ役、『SLAM DUNK』流川楓役など。 |
| 69 | 7月30日  | 速水奨 野津山幸宏                        | それぞれ『ヒプノシスマイク』神宮寺寂雷役（速水）、有栖川帝統役（野津山）。また二人はお笑いコンビ『ラッシュスタイル』を結成し『M-1グランプリ2019』に出場する事を表明し、話題となった。 |
| 70 | 8月7日   | 速水奨 野津山幸宏                        | それぞれ『ヒプノシスマイク』神宮寺寂雷役（速水）、有栖川帝統役（野津山）。また二人はお笑いコンビ『ラッシュスタイル』を結成し『M-1グランプリ2019』に出場する事を表明し、話題となった。 |
| 71 | 8月12日  | 竹達彩奈 伊藤美来                        | 2019年8月8日に行われた『TVアニメ『五等分の花嫁』×TBSラジオ『ハライチ岩井勇気のアニニャン!』スペシャルトークショー』の模様を放送。                                                     |
| 72 | 8月19日  | 竹達彩奈 伊藤美来                        | 2019年8月8日に行われた『TVアニメ『五等分の花嫁』×TBSラジオ『ハライチ岩井勇気のアニニャン!』スペシャルトークショー』の模様を放送。                                                     |
| 73 | 8月26日  | 渡辺信一郎                               | アニメ監督。代表作品に『キャロル&チューズデイ』『スペース☆ダンディ』『カウボーイビバップ』など。                                                                                      |
| 74 | 9月3日   | 相羽あいな                               | 『少女☆歌劇 レヴュースタァライト』西條クロディーヌ役、『BanG Dream!』湊友希那役など。                                                                                                 |
| 75 | 9月10日  | オーイシマサヨシ                         | 二度目の登場。番組後半では岩井の要望から弾き語りで『オトモダチフィルム』『UNION』（OxT）を披露した。                                                                                  |
| 76 | 9月17日  | オーイシマサヨシ                         | 二度目の登場。番組後半では岩井の要望から弾き語りで『オトモダチフィルム』『UNION』（OxT）を披露した。                                                                                  |
| 77 | 9月24日  | 原奈津子 大森日雅                        | それぞれ『理系が恋に落ちたので証明してみた。』奏言葉役（原）、棘田恵那役（大森）。 |
| 78 | 10月1日  | サンシャイン池崎                         | 岩井と親交の深いお笑い芸人。特別企画として「今年放送されたアニメの中から、アニメ初心者のサンシャイン池崎におススメ作品を紹介しよう！」を実施。                                        |
| 79 | 10月8日  | 諏訪部順一                               | 『テニスの王子様』跡部景吾役、『ジョジョの奇妙な冒険 黄金の風』レオーネ・アバッキオ役など。                                                                                           |
| 80 | 10月15日 | 諏訪部順一                               | 『テニスの王子様』跡部景吾役、『ジョジョの奇妙な冒険 黄金の風』レオーネ・アバッキオ役など。                                                                                           |
| 81 | 10月22日 | 相羽あいな 蒼井翔太                      | 2019年10月14日に行われたイベント『アニ玉祭』内で行われた『アニニャン×こーラジ 化け猫・熱唱編！』の模様を放送。                                                                        |
| 82 | 10月29日 | 内田雄馬 雨宮天 原奈津子 大森日雅 福島潤 | 2019年10月14日に行われたイベント『アニ玉祭』内で行われた『リケ恋＆アニニャン SPトークショー』の模様を放送。                                                                           |
| 83 | 11月5日  | 白井悠介                                 | 二度目の登場。 |
| 84 | 11月12日 | 白井悠介                                 | 二度目の登場。 |
| 85 | 11月19日 | 西山宏太朗                               | 『あんさんぶるスターズ!』深海奏汰役、『キズナイーバー』日染芳春役など。 |
| 86 | 11月26日 | 西山宏太朗                               | 『あんさんぶるスターズ!』深海奏汰役、『キズナイーバー』日染芳春役など。 |
| 87 | 12月3日  | 村野佑太                                 | 映画『ぼくらの七日間戦争』監督。 |
| 88 | 12月10日 | 永塚拓馬                                 | 『アイドルマスター SideM』冬美旬役、『KING OF PRISM -Shiny Seven Stars-』西園寺レオ役など。                                                                                           |
| 89 | 12月17日 | 山口勝平                                 | 『ONE PIECE』ウソップ役、『犬夜叉』犬夜叉役など。 |
| 90 | 12月24日 | 山口勝平                                 | 『ONE PIECE』ウソップ役、『犬夜叉』犬夜叉役など。 |
| 91 | 12月31日 | 緒方恵美                                 | 『地縛少年花子くん』花子くん役、『幽☆遊☆白書』蔵馬役など。 |

| 92     | 1月7日  | 緒方恵美           | |
| 93     | 1月14日 | 関智一             | 『機動武闘伝Gガンダム』ドモン・カッシュ役、『Fate/stay night』ギルガメッシュ役など。                                                       |
| 94     | 1月21日 | 関智一             | 『機動武闘伝Gガンダム』ドモン・カッシュ役、『Fate/stay night』ギルガメッシュ役など。                                                       |
| 95     | 1月28日 | 前野智昭           | 『推しが武道館いってくれたら死ぬ』くまさ役、『図書館戦争』堂上篤役など。                                                                   |
| 96     | 2月4日  | 前野智昭           | 『推しが武道館いってくれたら死ぬ』くまさ役、『図書館戦争』堂上篤役など。                                                                   |
| 97     | 2月11日 | ファイルーズあい   | 『推しが武道館いってくれたら死ぬ』えりぴよ役、『ダンベル何キロ持てる?』紗倉ひびき役など。                                                  |
| 98     | 2月18日 | ファイルーズあい   | 『推しが武道館いってくれたら死ぬ』えりぴよ役、『ダンベル何キロ持てる?』紗倉ひびき役など。                                                  |
| 99     | 2月25日 | 津田健次郎、福山潤 | 2020年2月11日に開催された『TBSラジオエキスポ』内で開催された番組イベントの模様を放送。                                                     |
| 100    | 3月3日  | 浪川大輔           | 『ルパン三世』石川五ェ門役（三代目）、『ヴァイオレット・エヴァーガーデン』ギルベルト・ブーゲンビリア役など。                               |
| 101    | 3月10日 | 浪川大輔           | 『ルパン三世』石川五ェ門役（三代目）、『ヴァイオレット・エヴァーガーデン』ギルベルト・ブーゲンビリア役など。                               |
| 102    | 3月17日 | 渕上舞、茅野愛衣   | 共にアニメ『ガールズ&パンツァー』に西住みほ役（渕上）、武部沙織役（茅野）として出演。                                                      |
| 最終回 | 3月24日 | サンシャイン池崎   | 二度目の登場。前回に引き続き、特別企画「今年放送されたアニメの中から、アニメ初心者のサンシャイン池崎におススメ作品を紹介しよう！」を実施。 |

- 2018年6月19日は『2018 FIFAワールドカップ実況中継 コロンビア 対 日本』のため放送休止。

## ネット局
| 放送対象地域 | 放送局            | 放送時間           | 遅れ       | 脚注                  |
| ------------ | ----------------- | ------------------ | ---------- | --------------------- |
| 関東広域圏   | TBSラジオ（TBS）  | 火曜 21:00 - 21:30 | 製作局     | 製作局                |
| 富山県       | 北日本放送（KNB） | 火曜 21:00 - 21:30 | 同時ネット | [ 注釈 1 ]            |
| 山梨県       | 山梨放送（YBS）   | 金曜 21:00 - 21:30 | 遅れネット | [ 注釈 2 ]            |
| 静岡県       | 静岡放送（SBS）   | 金曜 22:30 - 23:00 | 遅れネット | [ 注釈 2 ] [ 注釈 3 ] |
| 沖縄県       | 琉球放送（RBC）   | 金曜 23:30 - 24:00 | 遅れネット | [ 注釈 1 ]            |
| 高知県       | 高知放送（MRO）   | 土曜 20:30 - 21:00 | 遅れネット | [ 注釈 1 ]            |
| 長崎県       | 長崎放送（NBC）   | 土曜 20:30 - 21:00 | 遅れネット | [ 注釈 1 ]            |
| 大分県       | 大分放送（OBS）   | 日曜 22:00 - 22:30 | 遅れネット | [ 注釈 1 ]            |
| 石川県       | 北陸放送（MRO）   | 日曜 22:30 - 23:00 | 遅れネット | [ 注釈 4 ]            |
| 熊本県       | 熊本放送（RKK）   | 日曜 22:30 - 23:00 | 遅れネット | [ 注釈 1 ] [ 注釈 5 ] |
| 山形県       | 山形放送（YBC）   | 日曜 23:00 - 23:30 | 遅れネット | [ 注釈 2 ]            |
| 秋田県       | 秋田放送（ABS）   | 日曜 23:00 - 23:30 | 遅れネット | [ 注釈 6 ]            |

参考資料
- 月刊ラジオライフ編「ラジオ番組表2019春」（三才ブックス）244頁